# Raul Opruț
Raul Opruț, né le 4 janvier 1998 à Caransebeș en Roumanie, est un footballeur international roumain qui joue au poste d'arrière gauche au FC Dinamo.

## Biographie

### Carrière en club
Après avoir été formé en Italie, il fait ses débuts professionnels en Serie C pour Albissola le 19 septembre 2018 lors d'un match contre Olbia.
Le 12 juillet 2019, il rejoint le championnat roumain chez le FC Hermannstadt. Devenu rapidement titulaire, il y joue 5 saisons dont 4 en première division et une en deuxième. Il y accumule 140 matchs et marque 4 buts.
Le 27 juillet 2023, il est transféré pour un montant estimé à quatre cents milles euros au KV Courtrai. Il y signe un contrat de 3 ans,. 

### Carrière internationale
Déjà sélectionné chez les espoirs et les moins de 19 ans, il joue sa première sélection avec les séniors, le 17 novembre 2022, lors d'un match amical contre la Slovénie (défaite 2-1).